# شيوسدينو
تشيوسدينو هي بلدية إيطالية يبلغ عدد سكانها 1,703 نسمة  في مقاطعة سيينا في إقليم توسكانا.

## تاريخ
في مقاطعة سيينا، على بعد ما يزيد قليلاً عن ثلاثين كيلومترًا جنوب غرب المدينة، على الطريق المؤدي إلى ماسا ماريتيما، على إحدى قمم كولين ميتاليفير، بعيدًا عن طرق الاتصالات المهمة، تتأثر منطقة تشيوسدينو بعملية الأنثر. والتي أصبحت ثابتة وتزايدت خاصة ابتداء من أوائل العصور الوسطى .
أصل العاصمة، تشيوسدينو، بعيد وربما يجب وضعه أثناء الهيمنة اللومباردية على توسكانا، اخترق اللومبارديون إيطاليا بين عامي 568 و569، وتمكنوا في وقت قصير من انتزاع جميع المقاطعات من الإمبراطورية الرومانية الشرقية. بدءًا من عام 572، احتلوا الأراضي الغربية من توسكانا بين نهري سيسينا وأومبرون، وهي منطقة كولين ميتاليفير تقريبًا. من المفترض أن يعود تمركز اللومبارد في أراضي تشيوسدينو وتأسيس المدينة إلى فترة لاحقة قليلاً، كجزء من التعريف الإداري الجديد الذي أعطوه للأراضي المحتلة، ولا سيما إنشاء وحدات عسكرية تسمى أريماني، وأساس التحصينات للتحكم في الممرات وتحصيل الرسوم.
كدليل على أصولها اللومباردية، احتفظت تشيوسدينو باسمها باللاتينية كلوسلينوم، المشتق من كلوسا، وعنوان الكنيسة الأم سان ميشيل أركانجيلو ، المتكرر في المستوطنات اللومباردية.
مع غزو ريجنوم لانجوباردوروم الذي قام به شارلمان في عام 773 والهيكل الجديد الذي منحه لتوسكانا من خلال إنشاء اللجان، التي تتوافق إلى حد ما مع المناطق الكنسية، والتهمت ، قلعة تشيوسدينو، الواقعة داخل كبيرة أبرشية فولتيرا، وجد نفسه في كوميتاتوس المنشأة في تلك المدينة.
حتى القرن الحادي عشر، كان من الممكن إرجاع مستوطنة تشيوسدينو إلى نواتها المركزية، على قمة التل، مغلقة بجدار ذو محيط قصير نوعًا ما، والذي فُتح عليه باب لا يزال محفوظًا حتى اليوم. في هذا الفضاء لا يزال من الممكن ملاحظة بقايا الجدران التي ليست دائمًا منتظمة، مع كتل كبيرة مربعة تقريبًا. داخل هذا الجدار توجد كنيسة سان ميشيل أركانجيلو وبالقرب من بوابة القلعة توجد كنيسة سان مارتينو . كانت القلعة صغيرة جدًا بحيث لا تعتبر ذات أهمية استراتيجية، ولكن بين نهاية القرن الحادي عشر وبداية القرن الثاني عشر ، ربما بعد تطور الزراعة الذي تأثر بتلك الأراضي من خلال وجود دير سيرينا أو ربما فيما يتعلق زراعة مناجم الفضة في القلاع القريبة ميراندوولو و مونتييري ، توسعت كثيرًا لدرجة أنها أصبحت مصدر خلاف بين أسقف فولتيرا وكونتات غيرارديسكا .

## الآثار والأماكن ذات الأهمية

### العمارة الدينية
- كنيسة سان مارتينو
- كنيسة سان سيباستيانو مقر شركة سان جالجانو
- اقتراح من سان ميشيل أركانجيلو
- ملاذ مادونا ديلي جراتسي
- دير سان جالجانو
- كنيسة سان جالجانو في مونتيسيبي
- هيرميتاج سانتا لوسيا
- كنيسة سانتا ماريا أسونتا في سيسيانو
- كنيسة سان لورينزو في فراسيني
- كنيسة مادونا ديل بون كونسيليو في فروسيني
- كنيسة أبرشية سانتا ماريا لوريانو
- كنيسة سان ماجنو في مونتالسينيلو

### العمارة المدنية
- مسقط رأس سان جالجانو، في طريق ديلا كابيلا.
- قصر لينزي نوفيليني، قصر بريتوريو سابقًا.
- قصر مولينديني، الآن بوميتي، عبر باولو ماسكاني.
- قصر موري، عبر باولو ماسكاني.
- بالازو تادي، عبر أمبرتو الأول، موطن المتحف المدني والأبرشي للفن المقدس في سان جالجانو.
- بورتا باكوتشي، التي تسمى حاليًا بورتا سينيز ، تقع في نهاية طريق باولو ماسكاني، وهي الوحيدة المتبقية من الثلاثة التي تفتح على أسوار المدينة.

### العمارة العسكرية
- قلعة فروسيني
- قلعة ميراندولو

## مجتمع

### المجموعات العرقية والأقليات الأجنبية
وفقا لبيانات المعهد الوطني للإحصاء فإن اعتبارًا من 31 ديسمبر 2010، بلغ عدد السكان الأجانب المقيمين 454 شخصا. وكانت الجنسيات الأكثر تمثيلاً بناءً على نسبتها من إجمالي السكان المقيمين هي:
- ألبانيا: 104 (5,11%)
- البوسنة والهرسك: 60 (2.95%)
- رومانيا: 52 (2,55%)
- صربيا: 44 (2,16%)
- جمهورية مقدونيا: 37 (1.82%)
- بولندا: 32 (1.57%)
- ألمانيا: 29 (1.42%)